# محمد عيسى علايه
محمد عيسى علاية (1919ــــ 2004) فنان بحرينى.

## النشأة
ولد بالمحرق في فريج (البنعلى) عام 1919م، ختم القرآن وتلقى تعليمه على يد المطوع مبارك القلاليف.   فهو الفنان البحريني محمد بن عيسي بوعلاي.
تعلق الفنان محمد علاية منذ طفولته بالضرب على الإيقاع وخاصة على (المرواس) وكان يمارس هوايته هذه مع اصحابه من خلال السمرات التي تقام في مدينة المحرق وفي إحدى هذه السمرات تعرف على الفنان محمد زويد الذي اتخذه مدرسا خاصا له.
اشترى عودا بعد ان حصل على تمنه في اشتغاله في أحد سفن الغوص ومن شدة ولعه بالغناء تعلم سريعا العزف على العود وغناء الأصوات مما شجعه صديقه الفنان محمد زويد وكان ذلك في اواخر العشرينات من القرن الماضى.
أول تسجيل له عام 1953م عندما صاحب محمد زويد كمدرس له إلى بغداد لحساب شركة سودوا وبعد ان انتهى محمد زويد من تسجيل اسطواناته اقترح على الشركة بان يسمعوا محمد علاية على سبيل التجربة فسجل لهم خمس اسطوانات دفعة واحدة صاحبه على الكمان العازف القدير صالح الكويتى ومنها:
- صوت (فرج الهم)
- وصوت (قلبى من الوجد)
- وفن عاشورى (هب الغريبى).

في عام 1947م اشتهر الفنان محمد علاية كمطرب فسافر إلى الهند التي كانت تعج بالخليجيين وخاصة أهل الكويت وأهل البحرين فتعرف على فنانين هناك منهم عبد الله فضاله وسالم راشد الصورى وسجل هناك بالهند 10 اسطوانات منها:
- غصن بان
- نسيم بلغ
- سل الظلام